# Ophiacantha scutata
Ophiacantha scutata är en ormstjärneart som beskrevs av George Richard Lyman 1878. Ophiacantha scutata ingår i släktet Ophiacantha och familjen knotterormstjärnor. Inga underarter finns listade i Catalogue of Life.